# ب‌ام‌و ۳۳۵ (۱۹۳۹ – ۱۹۴۱)
بی ام و ۳۳۵ خودرویی است که در سال‌های ۱۹۳۹ تا ۱۹۴۱ تولید شده‌است.
طراحی آن خودروهای موتور جلو-محور عقب بوده طول آن در حالت طبیعی ۴٬۸۴۰ میلیمتر (۱۹۱ اینچ)، عرض آن در حالت طبیعی ۱٬۷۰۰ میلیمتر (۶۷ اینچ)، ارتفاع آن در حالت طبیعی ۱٬۶۹۰ میلیمتر (۶۷ اینچ) و وزن آن در حالت طبیعی ۱٬۳۰۰ کیلوگرم (۲٬۹۰۰ پوند) است.
موتور آن ۳۴۸۵ سی‌سی سیستم جعبه‌دندهٔ آن به صورت دستی است.